# Mesosoma

Representación de una célula procariota: 1 Cápsula, 2 Pared celular, 3 Membrana citoplasmática, 4 Citoplasma, 5 Ribosoma, 6 Mesosoma (no existe en la célula viva), 7 Nucleoide (ADN), 8 Flagelo.

Un mesosoma es una invaginación que se produce en la membrana plasmática  de las células procariotas como consecuencia de las técnicas de fijación utilizadas en la preparación de muestras en microscopía electrónica. Aunque en el decenio de 1960 se propusieron varias funciones para estas estructuras, a finales del decenio de 1975 los mesosomas fueron reconocidos como malformaciones y actualmente no son considerados como parte de la estructura normal de las células bacterianas.

## Hipótesis iniciales
Estas poliestructurasas son invaginaciones de la membrana plasmática observadas en las bacterias Gram-positivas que han sido químicamente fijadas con el fin de prepararlas para la microscopía electrónica. Los mesosomas fueron observados por primera vez en 1953 por George B. Chapman, Rocío Wunderlich y James Hillier, quienes los denominaron órganos periféricos. J.D. Robertson los denominó "mesosomas" en 1959. Inicialmente, se pensó que los mesosomas podrían desempeñar un papel en varios procesos celulares, como la formación de la pared celular durante la división celular, la replicación de cromosomas, o como lugar de la fosforilación oxidativa.

## Explicación preliminar
Son inclusiones membranosas y sistemas de membranas que intervienen en varios procesos metabólicos y de la reproducción. Participan en la formación del tabique durante el proceso de la división bacteriana. El sistema de los mesosomas está conectado de manera compleja con el material nuclear y su replicación. Algunos procesos enzimáticos, como el transporte de electrones, están así mismo relacionados con el material mesosomal porque son una extensión de la membrana citoplasmática.

## Refutación mesosómica
Estos modelos se revisaron a finales del decenio de 1970 cuando los datos acumulados sugieren que los mesosomas son malformaciones debidas a daños en la membrana durante el proceso de fijación química, y no están presentes en las células que no han sido químicamentemente fijadas. A mediados del decenio de 1980, con los avances en criogenia, y en general, la sustitución de los métodos de microscopía electrónica,  se llegó a la conclusión de que los mesosomas no existen en las células vivas. Sin embargo, algunos investigadores siguen argumentando que las pruebas no son concluyentes y que los mesosomas podrían no ser malformaciones en todos los casos.
Recientemente, pliegues de membrana similares se han observado en las bacterias que han estado expuestas a algunas clases de antibióticos y péptidos antibacterianos (defensinas). La aparición de estas estructuras similares a mesosomas pueden ser el resultado de daños en la membrana plasmática o en la pared celular producidas por estas sustancias químicas.
La historia de la propuesta y la posterior refutación de la hipótesis de los mesosomas es interesante desde el punto de vista de la filosofía de la ciencia como ejemplo de cómo una idea científica puede ser aceptada y después rechazada, y de cómo la comunidad científica lleva a cabo este proceso de prueba.